# Orden al Mérito por Servicios Distinguidos
La Orden al Mérito por Servicios Distinguidos es una distinción que concede el Estado Peruano a ciudadanos peruanos y extranjeros por servicios al Perú. Es la segunda en importancia después de la Orden El Sol del Perú.

## Historia
Fue creada el 18 de julio de 1950 por la Junta Militar de Gobierno presidida por Zenón Noriega Agüero mediante el Decreto de Ley N° 11474. Su entrega fue oficializada a partir del gobierno de Manuel Odría, después de que su reglamento fuese aprobado por Decreto Nº552 el 6 de diciembre de 1951. Desde entonces ha sido modificado a lo largo de los años.
La Orden fue creada con el objeto de otorgar un reconocimiento a los ciudadanos que hayan contribuido con su acción y su obra a acrecentar el prestigio de la Patria, honrando a aquellas personas que se hayan distinguido en las áreas de las artes, ciencias, industria y comercio.

## Grados
Los Grados de la Orden al Mérito por Servicios Distinguidos son:
1. Gran Cruz con Brillantes.
2. Gran Cruz.
3. Gran Oficial.
4. Comendador.
5. Oficial.
6. Caballero.